# Beşiktaş JK (futbol)
La secció de futbol del Beşiktaş JK o simplement Beşiktaş, (català: Beşiktaş Gimnàstic Club) és la secció esportiva més important del Beşiktaş Jimnastik Kulübü de la ciutat d'Istanbul a Turquia. Pren el nom del districte de Beşiktaş, un dels districtes en què es divideix l'àrea metropolitana - província d'Istanbul.

## Història

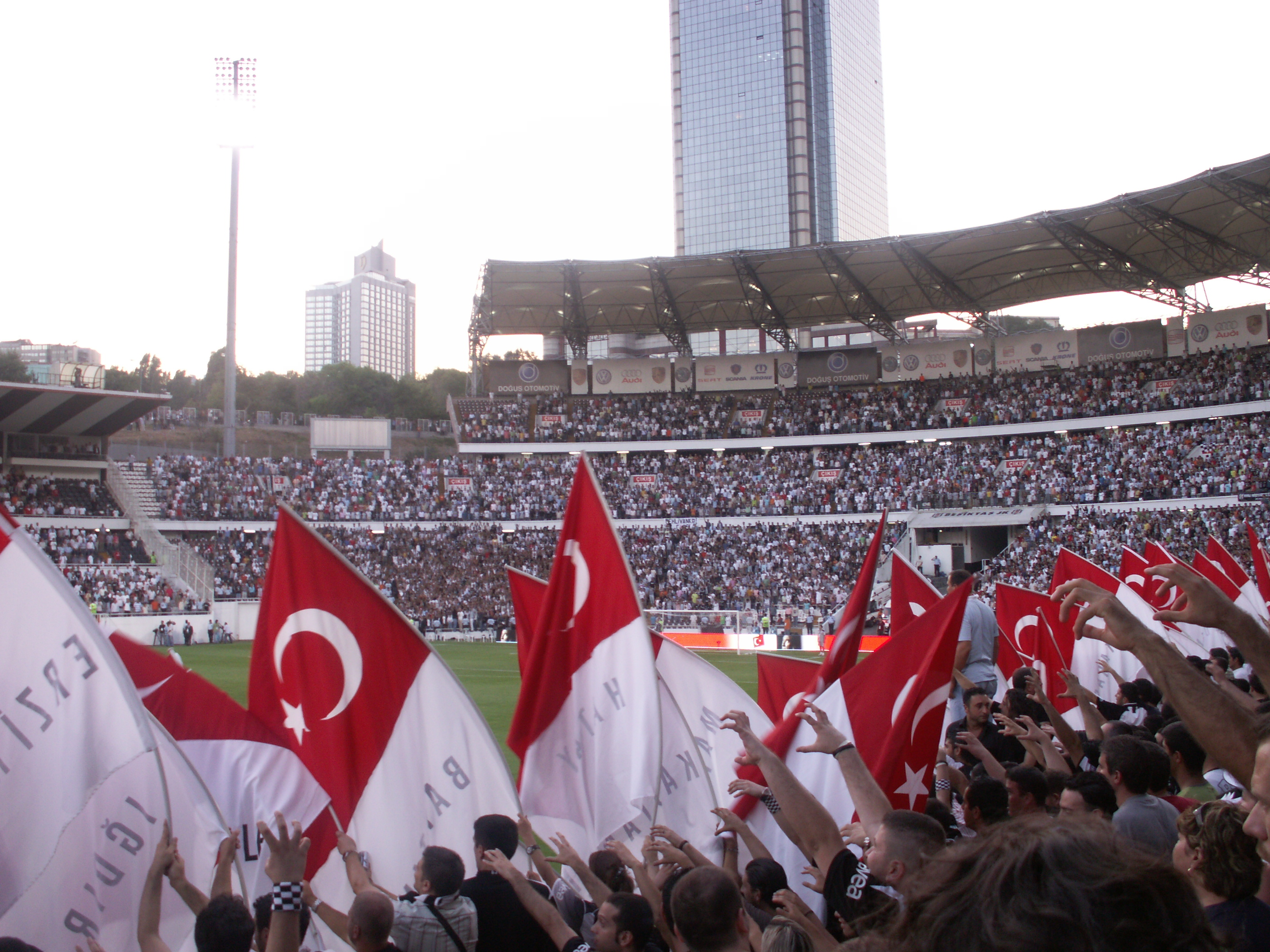
Antic Estadi BJK İnönü, demolit el 2013, que comptava amb capacitat per a més de 32.000 espectadors.

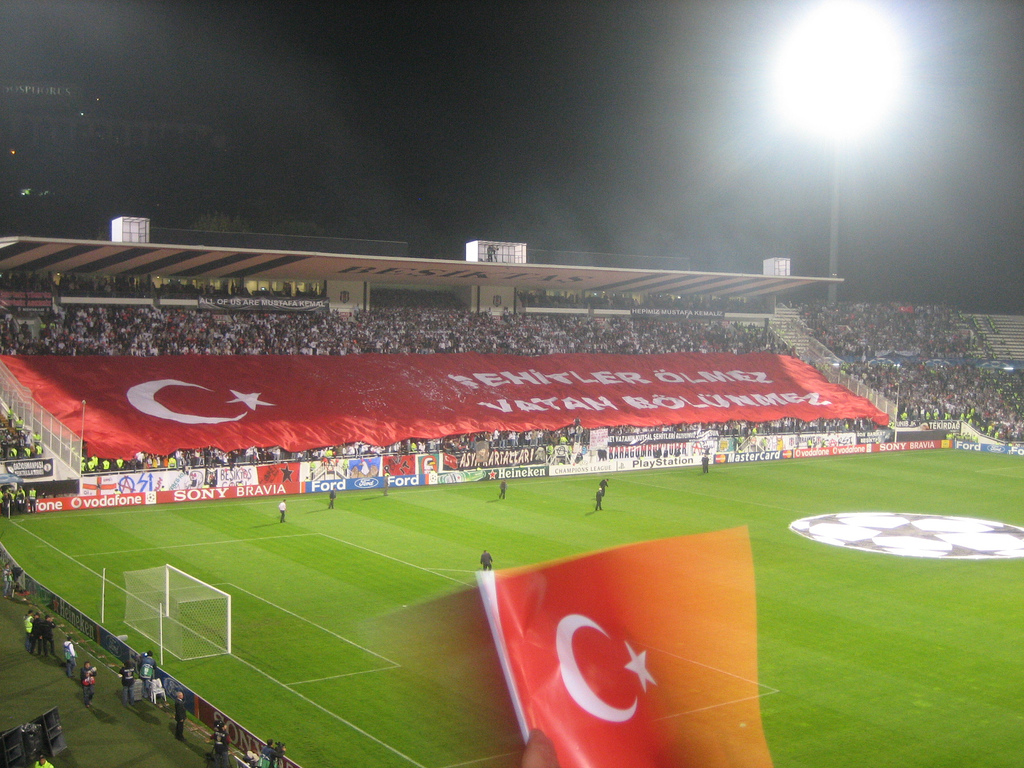
Seguidors del Besiktas amb una bandera turca.

Fundat el 1903, és el primer club esportiu de Turquia registrat oficialment. Nascut a les darreries de l'Imperi Otomà inicialment fou anomenat Bereket Jimnastik Kulübü i més tard Osmanlı Jimnastik Kulübü (Club Gimnàstic Otomà). Els colors originals eren el vermell i el blanc, però foren substituïts pel negre i blanc com a signe de dol per la pèrdua dels territoris dels Balcans a conseqüència de la Guerra dels Balcans (1912-1913). En diverses ocasions el club feu d'equip nacional i per aquest motiu és l'únic club del país que se li permet portar la bandera nacional a l'escut. Les primeres seccions del club foren la lluita, boxa, halterofília i la gimnàstica.
Inicialment l'Imperi Otomà no permetia la fundació de club esportius. Aquesta norma s'abandonà el 1909 i el club es registrà oficialment el 20 de gener de 1910 amb el nom Beşiktaş Osmanlı Jimnastik Kulübü, i Şükrü Pasha en fou president. Aquests anys es crearen al barri dos clubs de futbol anomenats Valideçeşme i Basiret, que s'uniren al club el 1911, creant la secció de futbol que en pocs anys esdevingué la més important del club.
El Beşiktaş jugava fins 2013 a l'estadi İnönü, situat al Bòsfor, a prop del palau de Dolmabahçe. Actualment juga a l'Estadi Vodafone Arena, inaugurat el 2016.

## Palmarès
- Lliga turca de futbol (16): * 1956-1957, * 1957-1958, 1959-1960, 1965-66, 1966-67, 1981-82, 1985-86, 1989-90, 1990-91, 1991-92, 1994-95, 2002-03, 2008-09, 2015-16, 2016-17, 2020-21
- Copa turca de futbol (11): 1975, 1989, 1990, 1994, 1998, 2006, 2007, 2009, 2011, 2021, 2024
- Supercopa turca de futbol (11): 1966/67, 1973/74, 1985/86, 1988/89, 1991/92, 1993/94, 1997/98, 1999/00 (Copa Atatürk), 2005/06, 2020/21, 2023/24
- Copa del Primer Ministre turca de futbol (6): 1943/44, 1946/47, 1973/74, 1976/77, 1987/88, 1996/97
- Lliga Nacional turca de futbol (3): 1941, 1944, 1947
- Campionat turc de futbol (2): 1934, 1951
- Lliga d'Istanbul de futbol (16): 1920, 1921, 1922, 1924, 1934, 1939, 1940, 1941, 1942, 1943, 1945, 1946, 1950, 1951, 1952, 1954
- Copa TSYD (12): 1964, 1965, 1971, 1972, 1974, 1983, 1984, 1988, 1989, 1990, 1993, 1996

Nota: S'inclou la lliga de la federació turca, que es disputà els anys 1957 i 1958 i que guanyà el Beşiktaş. Aquesta competició fou acceptada com a equivalent a la lliga turca per la federació el 20 de març del 2002.

## Jugadors

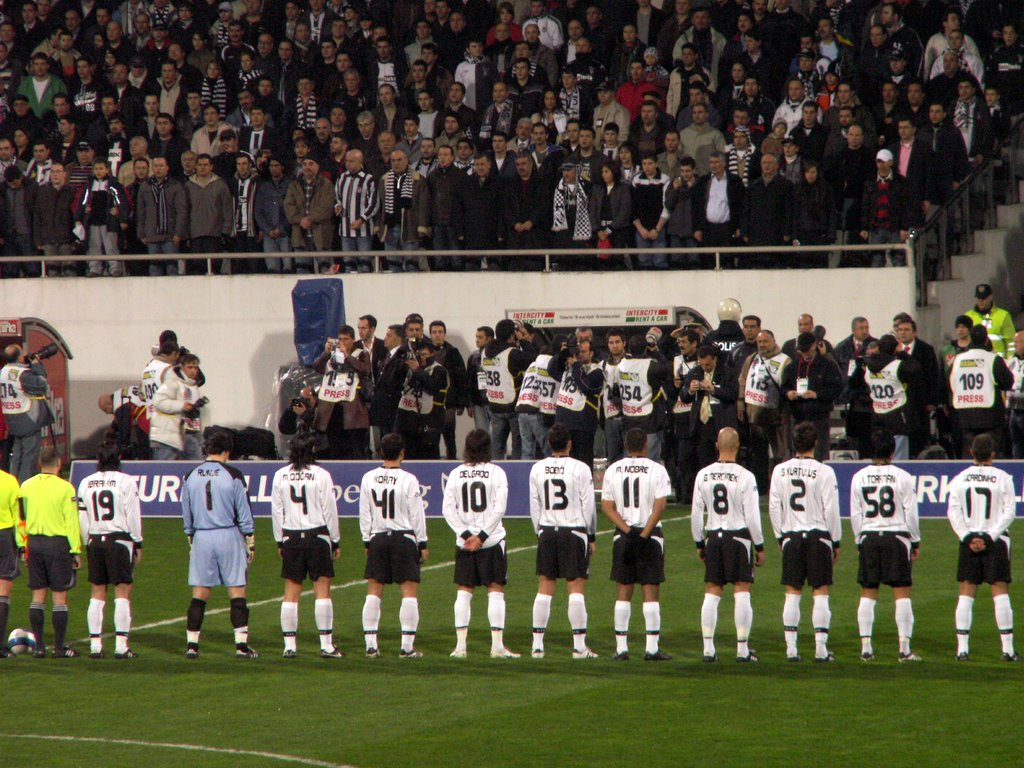
Imatge de la plantilla del Beşiktaş, a la temporada 2006-07.

Categoria principal: Futbolistes del Beşiktaş JK

### Jugadors destacats
- Ahmet Dursun
- Ertuğrul Sağlam
- Feyyaz Uçar
- Hakkı Yeten
- İbrahim Üzülmez
- İlhan Mansız
- Mehmet Özdilek
- Metin Tekin
- Nihat Kahveci
- Oktay Derelioğlu
- Recep Çetin
- Rıza Çalımbay
- Samet Aybaba
- Sergen Yalçın
- Süleyman Seba
- Şükrü Gülesin
- Tümer Metin
- Ali Gültiken
- Federico Higuaín
- Matias Delgado
- Osvaldo Nartallo
- Saed Halilagic
- Dzevad Secerbegovic
- Ailton
- Amaral
- Bobo
- Kleberson
- Ricardinho
- Ronaldo Guiaro
- Zago
- Yordan Letchkov
- Zlatko Yankov
- Rodrigo Tello
- Óscar Córdoba
- Marijan Mrmić
- Vedran Runje
- Tomáš Jun
- Tomáš Sivok
- Tomáš Zápotočný
- Peter Kjær
- Ahmed Hassan
- Les Ferdinand (1988-89)
- Pascal Nouma
- Edouard Cisse
- Souleymane Youla
- Fabian Ernst
- Michael Fink
- Raimond Aumann
- Stefan Kuntz
- Markus Münch
- Mustafa Doğan
- Thomas Hengen
- Eyjólfur Sverrisson
- Federico Giunti
- Jamal Sellami
- Daniel Amokachi
- Christopher Ohen
- Ike Shorunmu
- Arild Stavrum
- John Carew
- Ronny Johnsen
- Thomas Myhre
- José del Solar
- Jaroslaw Bako
- Adrian Ilie
- Daniel Pancu
- Ion Barbu
- Lică Nunweiller
- Marius Măldărăşanu
- Dmitri Khlestov
- Ian Wilson
- Lamine Diatta
- Mitar Mrkela
- Miroslav Karhan
- Filip Hološko
- Juanfran
- Mattias Asper
- Zoubeir Baya

## Entrenadors
| Entrenador            | Anys            |
| --------------------- | --------------- |
| Bernd Schuster        | 2010-Actualitat |
| Mustafa Denizli       | 2008-2010       |
| Ertuğrul Sağlam       | 2007-2008       |
| Jean Tigana           | 2005-2007       |
| Rıza Çalımbay         | 2005-2005       |
| Vicente Del Bosque    | 2004-2005       |
| Mircea Lucescu        | 2002-2004       |
| Christoph Daum        | 2001-2002       |
| Nevio Scala           | 2000-2001       |
| Hans-Peter Briegel    | 1999-2000       |
| Karl-Heinz Feldkamp   | 1999-1999       |
| John Benjamin Toshack | 1997-1999       |
| Rasim Kara            | 1996-1997       |
| Christoph Daum        | 1993-1996       |
| Gordon Milne          | 1987-1993       |
| Milos Milutinoviç     | 1986-1987       |
| Branko Stankoviç      | 1984-1986       |

| Entrenador         | Anys      |
| ------------------ | --------- |
| Dorde Miliç        | 1980-1984 |
| Serpil Hamdi Tüzün | 1979-1980 |
| Doğan Andaç        | 1978-1979 |
| Milos Milutinoviç  | 1977-1978 |
| Gündüz Tekin Onay  | 1976-1977 |
| Horst Buhtz        | 1975-1976 |
| Metin Türel        | 1974-1975 |
| Abdullah Gegiç     | 1972-1974 |
| Gündüz Kılıç       | 1971-1972 |
| Dumitru Teoderescu | 1970-1971 |
| Milovan Ćirić      | 1969-1970 |
| Krum Milev         | 1968-1969 |
| Jane Janevski      | 1967-1968 |
| Ljubiša Spajić     | 1964-1967 |
| Recep Adanır       | 1963-1964 |
| Şeref Görkey       | 1961-1963 |
| Sandro Puppo       | 1960-1961 |

| Entrenador         | Anys      |
| ------------------ | --------- |
| Andrea Kutik       | 1959-1960 |
| Leonardo Remondini | 1958-1959 |
| Hüseyin Saygun     | 1958-1958 |
| Eşref Bilgiç       | 1957-1958 |
| József Mészaros    | 1956-1957 |
| Cihat Arman        | 1955-1956 |
| Sandro Puppo       | 1954-1955 |
| Hakkı Yeten        | 1950-1954 |
| Eric Keen          | 1949-1950 |
| Hakkı Yeten        | 1948-1949 |
| Giuseppe Meazza    | 1947-1948 |
| Refik Osman Top    | 1946-1947 |
| Charles Howard     | 1944-1946 |
| Refik Osman Top    | 1935-1944 |
| Imre Zinger        | 1925-1935 |
| Şeref Bey          | 1911-1925 |